# Кацуобусі
Кацуобусі (яп. 鰹節) — японська назва для сушеного та копченого тунця-боніто виду Katsuwonus pelamis.
Кацуобусі та сушена водорість комбу — головні інгредієнти супу бульйону дасі, що є основою багатьох японських супів (наприклад, місо) та соусів (соба но цукедзіру) в японській кухні.

## Традиційний процес

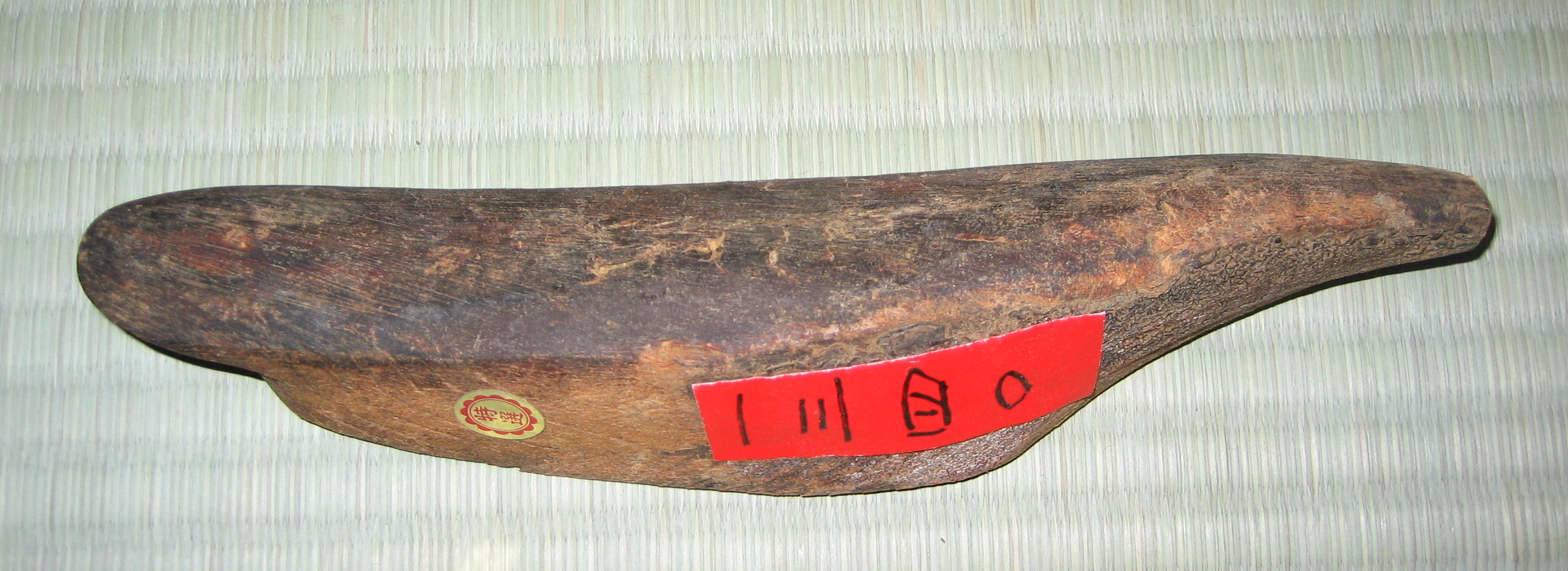
Кацуобусі продаються у вигляді блоків, схожих на поліна

Сирий тунець чистять та нарізають великими шматками. Потім філе варять на повільному вогні протягом години. Жир та кістки видаляють. Після цього філе коптиться в диму дубової деревини поки риба повністю не висушиться. Кіптява й бруд зчищається з поверхні, і риба ще певний час в'ялиться на сонці.
Після цього рибу обробляють культурою цвілевих грибків аспергіл та залишають в закритому середовищі. Цвіль, що виступає на поверхні риби, постійно зрізають, до тих пір поки вона не перестає з'являтися. Зрештою риба стає сухою і твердою. Від початкової маси залишається не більше 20 %. Отриманий продукт називається каребусі (яп. 枯節) або хонкаребусі (яп. 本枯節).

## Стружка
Традиційно великі шматки кацуобусі зберігають на кухні та стругають коли це необхідно на пристрої, який схожий на рубанок та який називається кацуобусі кедзурікі. Останнім часом кацуобусі продається вже в готовому до вживання вигляді у формі рожево-коричневої стружки. Тонша та дрібніша стружка, що має назву ханакацуо (яп. 花鰹), використовується як гарнір до багатьох страв японської кухні, наприклад, до окономіякі. Більш товста стружка, що має назву кедзурікацуо, використовується для приготування дасі.

## Використання
Окрім дасі, кацуобусі часто використовують для:
- Окака (яп. おかか), тонко нарубана кацуобусі та полита соєвим соусом.
  - Як начинка для рисових кульок оніґірі.
  - Як гарнір до рису. Разом з норі часто використовується для приготування бенто.
  - Сушена Окака використовується як компонент фурікаке.
- Як гарнір до холодного тофу, разом з імбирем та цибулею-пореєм).
- Як гарнір до холодної дзарусоби.
- Як гарнір до такоякі та окономіякі.
- Як гарнір до «Сторічного яйця», разом з кунжутною олією та соєвим соусом.
- Як високопротеїновий корм для домашніх кішок.